# What Remains of Edith Finch
What Remains of Edith Finch (укр. Що залишилося від Едіт Фінч) — дослідницька відеогра від першої особи, розроблена американською компанією Giant Sparrow і видана Annapurna Interactive. Гра вийшла у 2017 році для PlayStation 4, Windows та Xbox One; для Nintendo Switch у 2019 році; для iOS у 2021 році; та для PlayStation 5 і Xbox Series X/S у 2022 році.
Історія розповідає про сімнадцятирічну Едіт Фінч, останню живу представницю своєї родини, яка вперше за сім років повертається до батьківського дому. Досліджуючи будинок, вона розкриває таємниче минуле своєї сім'ї та дізнається про низку смертей, які врешті-решт призвели до повного занепаду її родини. Гра подається як взаємопов'язана антологія, і, використовуючи унікальні засоби з різних точок зору, історія розповідається через серію віньєток, проте гравця змушують сумніватися в достовірності кожної історії, що розповідається.
What Remains of Edith Finch отримала схвальні відгуки критиків за захопливий сюжет, персонажів та презентацію; і вважається прикладом відеоігор як виду мистецтва. Серед інших нагород і номінацій, гра отримала нагороду Британської академії ігор у номінації «Найкраща гра 2017 року», а також у категорії «Найкращий наратив» на церемоніях The Game Awards 2017 та Game Developers Choice Awards 2018.

## Ігровий процес
What Remains of Edith Finch є пригодницькою грою, орієнтованою на сюжет. У ролі Едіт гравець досліджує будинок Фінчів і навколишню місцевість через напівлінійну серію кімнат, стежок, підземель і таємних ходів. Оповідь Едіт спрямовує гравця, коментуючи власні думки, переживання та стосунки з кожним персонажем, а отже, дає пояснення та нюанси, пов'язані з багатьма напівзамкненими послідовностями в грі. Різноманітні об'єкти, пов'язані з розповіддю, включаючи книги, безлад і декорації, надають Едіт таку можливість, оформлену у вигляді озвучення власних записей Едіт у її щоденнику, що розкриваються в хронологічному порядку, мірою просування нею по будинку. Протягом гри гравець натрапляє на спальні померлих членів сім'ї, які були увічнені та збережені з часу смерті відповідної особи. Однак, маючи можливість пропустити кілька послідовностей, гравець взаємодіє з об'єктами, розміщеними на цих меморіалах, щоб просуватися по сюжету, кожен з яких надихає на створення унікальної віньєтки, що розкриває обставини смерті кожної людини. Ці віньєтки дуже різняться за середовищем, перспективою, жанром, стилізацією та ігровою механікою, а також за наміром і правдивістю їхнього джерела; таким чином, забезпечуючи серію унікальних і напівзакритих історій протягом гри, часто викликаючи теми магічного реалізму, в повній достовірності яких гравець змушений сумніватися.

## Сюжет
Головний герой сідає на пором до острова Оркас, що у штаті Вашингтон, маючи при собі щоденник Едіт Фінч. У щоденнику детально описано досвід Едіт, яка вперше за сім років повернулася до будинку своїх предків на острові. У 17 років Едіт пише, що вона є останнім живим членом своєї родини. Відтак гравець опиняється в ролі Едіт, яка досліджує будинок і дізнається про ймовірні обставини смерті кожного з родичів, достовірність яких заплутана через унікальні способи передачі інформації та перспективи кожного з джерел.
Едіт пояснює, що її сім'я вважається проклятою через постійні передчасні смерті. У 1937 році, намагаючись уникнути прокляття після смерті своєї дружини Інгеборг та новонародженого сина Йоганна, прапрадід Едіт Одін Фінч емігрує з Норвегії до Сполучених Штатів. Разом із своєю донькою Едіт (Едіт-старша, або "Еді"), її чоловіком Свеном (уродженим Гофстадом) та новонародженою донькою Моллі він переправляє свій родинний дім на поромі. Однак хвилі біля берегів острова Оркас перевертають будинок, і Одін тоне. Сім'я, що залишилася, будує новий будинок і кладовище неподалік. Тут Еді народжує Барбару, Келвіна і Сема, а також Волтера.
Протягом певного часу Еді вірить, що вони залишили прокляття позаду, але з її родиною починають траплятися незвичні трагедії. У 10 років Моллі помирає після того, як отруїлася фторованою зубною пастою та ягодами падуба; у 16 років Барбару вбивають під час вторгнення в дім або під час домашньої сварки; в 11 років Келвін розбивається на смерть, зірвавшись з краю урвища; у 49 років чоловік Еді, Свен, гине під час нещасного випадку на будівництві будинку; у 53 роки, після 30 років життя відлюдником у бункері під будинком і травмований свідком смерті Барбари, Волтер потрапляє під потяг після того, як вперше вийшов на вулицю. Еді увічнює кожну смерть, перетворюючи їхні спальні на святині.
Сем одружується з жінкою на ім'я Кей Карлайл, і у них народжується троє дітей: Дон, Ґас і Ґреґорі. Однак лише Дон доживає до дорослого віку. У 22 місяці Ґреґорі тоне у ванні, коли мати залишила його без нагляду, а в 13 років Ґаса розчавлює тотемним стовпом під час шторму. Сем і Кей розлучаються, а в 33 роки, під час полювання з Дон, Сем розбивається на смерть, коли його зіштовхує зі скелі олень.
Травмована, Дон переїжджає до Колкати, в Індії, та виходить заміж за Санджея Кумара, народивши від нього трьох дітей: Льюїс, Мілтон та Едіт (молодша). У 2002 році Санджей гине під час землетрусу, і Дон повертається з дітьми до будинку Фінчів. В 11 років Мілтон незрозумілим чином зникає, а Дон впадає в параною. Вона запечатує меморіальні спальні померлих і забороняє дітям дізнаватися про історію своєї сім'ї, намагаючись вберегти їх від подібної долі.
У 2010 році, після боротьби з наркотичною залежністю та психічними розладами, Льюїс накладає на себе руки у віці 21 року. У відчаї Дон вирішує, що вони всі повинні покинути будинок. Еді, однак, відмовляється їхати, і після палкої суперечки Дон і Едіт покидають будинок без неї, залишивши більшу частину своїх речей. Наступного дня Еді знаходять мертвою у віці 93 років після вживання алкоголю разом з ліками, які вона приймала за рецептом.
Через сім років Дон помирає від невідомої хвороби, і 17-річна Едіт успадковує маєток. Повернувшись до будинку, Едіт відкриває для себе історії унікальної історії своєї родини, документуючи власні думки та переживання у своєму щоденнику. Едіт розповідає, що вона вагітна і що щоденник призначений для її майбутньої дитини на випадок, якщо вона помре до того, як зможе розповісти ці історії сама.
У фінальній сцені персонаж гравця виявляється сином Едіт, Крістофером, і що Едіт померла під час пологів у 2017 році. У невизначений час у майбутньому Крістофер кладе квіти на могилу своєї матері.

## Розробка

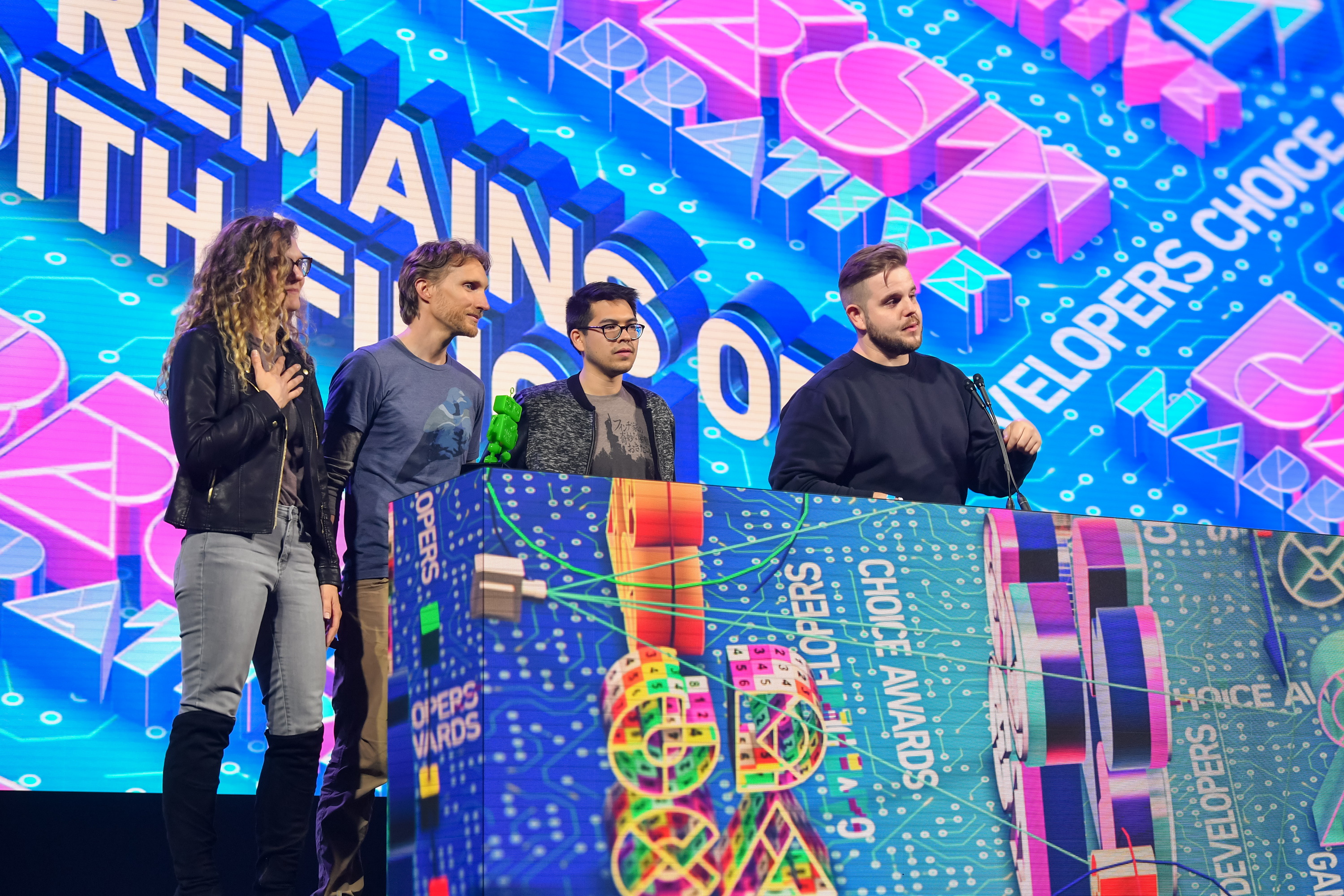
Команда Giant Sparrow на церемонії нагородження Game Developers Choice Awards 2018. Зліва направо: Челсі Геш, Ян Даллас, Майкл Кван, Кріс Белл

What Remains of Edith Finch стала другою грою, розробленою командою Giant Sparrow на чолі з креативним директором Яном Далласом. Їхньою дебютною роботою була The Unfinished Swan, відзначена нагородою BAFTA. Концепція What Remains of Edith Finch виросла зі спроби створити щось вишукане, згідно зі словами Далласа: «інтерактивний досвід, який нагадує про те, що відчуваєш у момент знаходження чогось прекрасного, але приголомшливого». Даллас втілив цю концепцію, використовуючи власний досвід підводного плавання, коли він жив у штаті Вашингтон, і бачив, як океан занурюється в темряву вдалині. Гра спочатку була заснована на цьому підході до підводного плавання, але це створило ряд проблем з передачею наративу. Поки гра перебувала на цьому етапі, вони придумали використовувати плаваючі текстові субтитри для оповіді, які бачить гравець, і які залишилися ключовим елементом ігрового процесу, незважаючи на постійні зміни в грі. Команда працювала над ідеєю водолаза, поки Даллас не придумав сценарій падіння акули в лісі з дитиною, яка промовляє фразу «і раптом я стала акулою», що дало поштовх до створення більш дивних і неприродних сценаріїв; саме цей сценарій згодом стане міні-досвідом Моллі, яка померла після того, як з'їла отруйні ягоди падуба, і чию спальню гравець досліджує першою в грі. У той час як сценарій для Моллі набув подальшого розвитку, команда почала розробляти інші сценарії, які мали той самий сенс, даючи гравцеві щось цікаве для перегляду чи виконання, але знаючи, що їхні персонажі ось-ось помруть, створюючи той тип досвіду, який вони хотіли б спровокувати.
Щоб склеїти ці невеличкі історії, їм потрібно було придумати обрамлення. Спочатку вони розглядали сценарій, схожий на Кентерберійські оповіді, але дія якого відбувається в сучасній школі, однак незабаром зрозуміли, що вписати ці смерті в контекст проклятої родини спрацює краще, сформувавши антологію на кшталт Сутінкової зони, запозичивши концепцію з роману Сто років самотності, в якому так само переплітаються історії різних членів родини. З таким підходом команді залишалося лише визначити генеалогічну природу цієї сім'ї і те, як має бути оформлений будинок. Щодо самого будинку, Даллас заявив, що у них є три слова, від яких вони відштовхувалися: величність, інтимність і таємничість. Їхньою метою було зробити так, щоб сам будинок відчувався природною силою. Він починає виглядати майже як кора дерева; щось, що має певний порядок, але він занадто хаотичний, щоб ми могли його дотримуватися. Хоча всі спальні були спроектовані приблизно в тому ж порядку, в якому гравець бачив їх у грі, лише в передостанній спальні Льюїса, який вживав марихуану, вони зрозуміли, що ці спальні можуть розповісти набагато більше про кожного члена сім'ї завдяки тому, як вони були оздоблені. Спальня Льюїса була рясно прикрашена плакатами та іншими предметами, які вказували на його зловживання наркотиками, і команда зрозуміла, що це багато говорить про його особистість, те, що не потрібно передавати за допомогою розповіді або послідовності смерті. За останні кілька місяців перед виходом гри в усі попередні спальні були внесені значні зміни, щоб забезпечити подібні елементи розкриття кожного персонажа.
Команда також визнала, що частину з цих міні-історій, які вони створили, вони хотіли залишити з невизначеним висновком щодо того, що саме сталося, слідуючи традиціям химерної фантастики, щоб гравець сумнівався, чи були міні-історії, які він пережив, засновані на реальності, чи ні. Вони не хотіли робити гру в жанрі жахів, де їхньою метою було б навмисне налякати гравця, але хотіли запозичити певні концепції, поширені в жанрі жахів, зокрема елементи творів Лавкрафта. Гра спочатку мала назву The Nightmares of Edith Finch (укр. Жахіття Едіт Фінч), і її презентаційний трейлер мав більш моторошний характер, наприклад, головний герой досліджує будинок переважно в темряві з ліхтариком, але команда врешті-решт відмовилася від цих елементів, щоб залишити більш моторошні з них, перейменувавши гру на її остаточну назву. За словами Далласа, фінал гри був найскладнішою частиною для команди, оскільки вони не знали, чи варто закінчувати гру на міні-історії, який посилював відчуття тривоги від попередніх. Зрештою, вони вирішили зробити щось зовсім інше - завершити історію, щоб дати гравцям час на роздуми над тим, що вони щойно пережили. Даллас завдячує пропозиціям Діно Патті з Playdead та Дженови Чен з thatgamecompany, зробленим після ігрового тесту гри, надихнути гравців на завершення історії вагітності та пологів після всіх пережитих ними смертей. Незвичайним ходом є те, що гравець має змогу з вигляду від першої особи в грі подивитися вниз на тіло Едіт і побачити її живіт, що натякає на її вагітність. Хоча Даллас не хотів, щоб гравець бачив частини тіла персонажа, їхній технічний художник Челсі Хеш наполягла на цьому, що пізніше стало приємною несподіванкою для гравців, які дізнались про це власноруч.
Гра перебувала в розробці щонайменше з 2013 року, коли Giant Sparrow співпрацювала з Sony Computer Entertainment. Вперше вона була анонсована у сценічному трейлері на виставці PlayStation Experience 2014 як гра, що буде видана Santa Monica Studio, а наступний трейлер вийшов перед виставкою E3 2015. Тим часом Sony почала зменшувати свою підтримку незалежних розробників відеоігор, і Santa Monica Studios вилучила гру зі своєї лінійки. Однак кілька людей, які працювали в Santa Monica Studios із Giant Sparrow, залишили студію, щоб заснувати Annapurna Interactive, яка потім стала новим видавцем гри. Annapurna пом'якшила деякі дедлайни, які Sony спочатку встановила для гри, що дозволило Giant Sparrow зберегти і вдосконалити деякі з найбільш значущих міні-історій, які вони створили і які в іншому випадку довелося б скоротити в умовах жорсткого графіка. Серед них - немовля Ґреґорі, який тоне у ванні, поки його мати відволіклася. Сцена утоплення відбувалася під «Вальс квітів» з Лускунчика Петра Ілліча Чайковського, а міні-пригодницька гра, що відбувалася в уяві Льюїса, коли він обезголовлював рибу на консервному заводі, була натхненна «Коронацією містера Томаса Шапа» з Книги чудес. Історія Ґреґорі викликала особливе занепокоєння, оскільки в ній йшлося про смерть немовляти, що викликало занепокоєння у видавця. Щоб зняти ці побоювання, Giant Sparrow спеціально запросили батьків для участі в ігровому тестуванні, щоб переконатися, що історія розкриває цю тему в належний спосіб.
Однією з найбільш змінених історій була історія Волтера, сина Еді, який після смерті своєї старшої сестри Барбари замкнувся в підвальному бункері, і лише через десятиліття вирішив вийти через тунель і потрапив під потяг, що проїжджав повз нього. Спочатку, опинившись у бункері, Волтер бачив нерухомих людей, які рухалися, коли він відводив погляд, подібно до Плакучих янголів із Доктора Хто чи В'язня, а потім уявляв, що живе у моделі потяга, де невидима рука пересуває деталі по майданчику. Обидва аспекти мали представляти плин часу протягом десятиліть, які Волтер прожив там, і через свою параною Волтер втік би через тунель до своєї загибелі. Зрештою, все було скорочено до показу того, як Волтер щодня проходить через однакову рутину, їсть персики з банки, доки одного дня не вирішує втекти. Ще однією відкинутою ідеєю для гри було запросити «Дивного Ела» Янковика написати пісню про Еді. Надихнувшись історією Гаррі Р. Трумена, чоловіка, який відмовився покинути свій дім перед виверженням вулкану Святої Єлени, команда придумала сценарій, за яким Еді також відмовилася б покинути рідну домівку, незважаючи на загрозу лісової пожежі десь у 1980-х роках. Завдяки цій концепції її історія потрапила в національні новини і стала національною іконою, а Янковик написав би про неї пісню, яка стала б частиною історії Еді. Однак ця ідея з'явилася надто пізно, і вже не було достатньо часу, щоб її реалізувати.
Композитор Джефф Руссо, серед робіт якого саундтреки до серіалів Фарґо, Одного разу вночі та Влада у нічному місті, створив саундтрек до What Remains of Edith Finch. Історія Барбари, яка здобула славу королеви підліткового крику і мріє повернутися до Голлівуду, але помирає у свій день народження в ніч на Геловін, розгортається на сторінках коміксу, стилізованого під Байки зі склепу. Наслідуючи кілька прийомів жанру жахів, її хлопець має намір змусити дівчину відчути справжній страх, щоб повернути її знаменитий крик, але їх переслідує серійний вбивця, якого вона нейтралізує, а потім до смерті лякається або друзів, які влаштовують їй вечірку-сюрприз на день народження, або надприродних монстрів, або банди переодягнених бандитів. Даллас попросив Руссо спробувати створити саундтрек, схожий на тему з фільму Джона Карпентера Хелловін 1978 року. Даллас розглядав можливість попросити Карпентера озвучити цю частину, але в той час тривав страйк акторів озвучення відеоігор, що унеможливило це, але Карпентер погодився надати ліцензію на використання теми фільму для цього моменту.

## Сприйняття
| Агрегатор  | Оцінка                                         |
| ---------- | ---------------------------------------------- |
| Metacritic | PC: 89/100 PS4: 88/100 XONE: 92/100 NS: 88/100 |

| Видання                   | Оцінка  |
| ------------------------- | ------- |
| Destructoid               | 9/10    |
| Electronic Gaming Monthly | 7/10    |
| Game Informer             | 8.75/10 |
| GameRevolution            | [ 19 ]  |
| GameSpot                  | 9/10    |
| IGN                       | 8.8/10  |
| PC Gamer (США)            | 91/100  |
| Polygon                   | 9/10    |
| TouchArcade               | [ 24 ]  |
| VideoGamer.com            | 9/10    |

За даними агрегатора рецензій Metacritic, What Remains of Edith Finch отримала майже всесвітнє визнання на всіх платформах, на яких вона була випущена (PlayStation 4, Windows, Xbox One і Nintendo Switch).
Бретт Македонскі з Destructoid оцінив гру на 9/10 з загальною думкою: «Ознака досконалості. Можуть бути недоліки, але вони незначні і не завдадуть великої шкоди».
Марті Сліва з IGN оцінив гру на 8,8/10, зазначивши, що «What Remains of Edith Finch - це чудовий досвід і одна з найкращих магічно-реалістичних історій в усіх іграх».
Енді Чалк з PC Gamer поставив 91 бал зі 100 і сказав, що це «зворушлива, сумна і блискуча історія, яка варта того, щоб пробачити обмежену інтерактивність».
Джош Хармон з EGMNow поставив їй 7/10, заявивши, що Edith Finch це «блискуче досягнення. Це також гра, яка неодноразово не виправдовує свого потенціалу серйозними, несамовитими способами. Досі я ніколи не усвідомлював, що можна поєднувати і те, і інше одночасно».
Гріффін Вашерон з Game Revolution оцінив гру на 3,5 зірки з 5, заявивши: «Якщо ви схожі на мене і відхиляєтеся від оцінки трагічних подій як вищої форми, то ви можете помітити, що історія гри не збуджує ваші мигдалеподібні залози так сильно, як це, можливо, мало б. Але як моторошна логічна еволюція Gone Homes і Firewatch, з вражаючим стилем оповідання на додачу, What Remains of Edith Finch, зрештою, варта вашого часу, якщо її концепція вас зачепила».
«У What Remains of Edith Finch, смерть - це реальність, а життя - сюрприз. Її історії зачаровують, незважаючи на їхні нещасливі кінці. Мені було сумно, що я так і не змогла познайомитися з Фінчами при житті, але я була вдячна за можливість, хоч і коротку, дізнатися про них трохи більше. Фінальне прощання змусило мене плакати, але What Remains of Edith Finch це, без сумніву, любов», - таким був висновок Сьюзен Арендт із Polygon, оцінивши гру у 9/10 балів.
Колм Ахерн з VideoGamer.com оцінив гру у 9/10 балів, зазначивши, що «ігри від першої особи з розповіддю, як правило, слідують певному шаблону. What Remains of Edith Finch грає з цими встановленими умовностями, щоб створити прекрасну історію, яка розбиває ваше серце, водночас змушуючи вас посміхатися. Тріумф жанру».
Eurogamer поставив гру на друге місце у списку «50 найкращих ігор 2017 року», а GamesRadar+ - на п'яте місце у списку «25 найкращих ігор 2017 року». У «Reader's Choice Best of 2017 Awards» сайту Game Informer гра посіла четверте місце в номінації «Найкраща пригодницька гра», набравши всього 10% голосів, приблизно на 4% відставши від Life Is Strange: Before the Storm. Той самий сайт також присудив їй нагороду «Найкраща пригодницька гра» у номінації «Найкраща гра 2017 року», а також «Найкращий сюжет» і «Пригодницька гра року» у номінації «Пригодницька гра 2017 року». EGMNow поставив гру на 25 місце у списку 25 найкращих ігор 2017 року, а Polygon - на 13 місце у списку 50 найкращих ігор 2017 року.
Гра отримала нагороду за «Найкращий сюжет» в номінації «Гра року» за версією 2017 Game of the Year Awards журналу PC Gamer, а також була номінована на «Гру року». Вона також була номінована як «Найкраща гра для Xbox One» за версією Game of the Year Awards 2017 вебсайту Destructoid; як «Найкраща пригодницька гра» та «Найкращий сюжет» за версією IGN Best of 2017 Awards; і як «Найкращий момент або послідовність» за версією Giant Bomb Game of the Year Awards 2017.